# Max Draeger (Mathematiker)
Max Emil Fritz Draeger (* 8. Oktober 1895 in Berlin; † 1974 in Potsdam) war ein deutscher Mathematiker.

## Leben
Der am 8. Oktober 1895 in Berlin geborene Draeger studierte Mathematik, Physik und Philosophie in Berlin und Jena. Unterbrochen wurde sein Studium durch Teilnahme am Ersten Weltkrieg in den Jahren 1917 und 1918. An der Universität Jena promovierte Draeger 1918 mit der Dissertation Über rekurrente Reihen von höherer, insbesondere von der dritten Ordnung. Kurzzeitig war er Assistent am Mathematischen Institut an der Universität Jena und wechselte 1919 in den Schuldienst. Im Jahr 1924 wurde er Studiendirektor. 
In der NS-Zeit wurde Draeger 1935 Mitglied der Nationalsozialistischen Volkswohlfahrt. 1941 veröffentlichte er Mathematik und Rasse in der Zeitschrift Deutsche Mathematik.
Nach Ende des Zweiten Weltkriegs wurde Draeger 1946 Mitglied der Sozialistischen Einheitspartei Deutschlands. Im Jahr 1949 wurde Draeger Professor an der TH Dresden, wo er – mit kurzer Unterbrechung durch einen Lehrauftrag an der Universität Leipzig in den Jahren 1950 und 1951 – bis 1955 tätig war. Von 1955 bis 1959 war Draeger Professor mit Lehrstuhl für Zahlentheorie und Algebra an der Pädagogischen Hochschule Potsdam. 
Max Draeger starb 1974 in Potsdam.

## Publikationen
- Über rekurrente Reihen von höherer, insbesondere von der dritten Ordnung, Weida 1919.
- Die Begriffe notwendig und hinreichend in der Mathematik, 1923.
- Anwendung der Infinitesimalrechnung auf Naturwissenschaft und Technik, Leipzig 1937.
- Arithmetische Reihen und grundlegende Eigenschaften ganzer Zahlen, Leipzig 1937.
- Ausgewählte höhere Kurven die für Naturwissenschaft, Technik und Geschichte wichtig sind, Leipzig 1937.
- Mathematik und Rasse, 1941.
- Lehrbriefe für das Fernstudium. Einführung in die höhere Mathematik für Chemiker, 1952/1953.
- Zahl, Funktion und Gruppe, Leipzig 1955.
- Mathematik für Naturwissenschaftler, Dresden 1969. Überarbeitung des Werkes von Hugo Sirk (1881–1959).